# 松尾健太郎
松尾健太郎は、日本の雑誌編集者。インターナショナル・ラグジュアリー・メディア「THE RAKE JAPAN（ザ・レイク・ジャパン）」編集長。
男子専科、ワールドフォトプレスを経て、1992年、株式会社世界文化社入社。月刊誌メンズ・イーエックス創刊に携わり、以後クラシコ・イタリア、本格靴などのブームを牽引。
2005年同誌編集長に就任し、のべ4年間同職を務めた後、時計ビギン、M.E.特別編集シリーズ、メルセデス マガジン編集長、新潮社ENGINEクリエイティブ・ディレクターなどを歴任。
公式ブログをザ・レイク・ジャパンのホームページ内に持ち、ベスト・ドレッサーたちを紹介している